# Contea di Cheng
La contea di Cheng (成县S, Chéng XiànP) è una contea della Cina, situata nella provincia del Gansu.